# ユナイテッドパーク
ユナイテッドパークは、千葉県千葉市中央区の千葉市蘇我スポーツ公園にある、日本プロサッカーリーグ（Jリーグ）のジェフユナイテッド市原・千葉（ジェフ）の練習グラウンドである。

## 概要
2009年10月1日に開設された。ジェフのホームスタジアムであるフクダ電子アリーナのある千葉市蘇我スポーツ公園と、都市計画道路を隔てて東側に隣接する。
ジェフはこのユナイテッドパークを選手とサポーター・地域の結びつきを強め、いつでも楽しく元気な集いを体験していただける公園にしたいという思いでこの名称を使うことになった。
ジェフの練習以外では、プリンスリーグ等、下部組織の公式戦会場としても利用される。また、東京都社会人サッカーリーグ等の会場にもなっている。2011年には当時JFLのジェフリザーブズの公式戦も行われた。
JFLは有料開催が原則で本格的な客席を持たない会場では開催できないが、東日本大震災により試合日程に影響が出たことを受け、特別に入場無料で行われた。

## 施設概要
約25,000m2の敷地に74m×105mの天然芝ピッチ2面とジェフのクラブハウス（鉄骨2階建て・約3,200m2）を備える。クラブハウス1階にはクラブのオフィシャルショップ「12JEF」（ワントゥージェフ）が設けられている。

## 歴史
ジェフは1993年のJリーグ発足当初、習志野市に本拠地を置くことを前提（結局断念）に習志野市に近接した浦安市にある古河電気工業舞浜グラウンドを練習場として使用していた。しかし、本来の本拠である市原市から距離があり、不便だったのと、地域密着という観点から2000年以後は市原市の姉崎公園サッカー場に練習所を移転した。
2005年から千葉市もホームタウンに加えるようになったが、市原市が市原緑地運動公園臨海競技場の改修に予算がないという理由で、事実上千葉市のフクダ電子アリーナに本拠地を一本化されるようになり、千葉市でのホームタウン活動に重点をおくことから、2009年にスタジアムに隣接する蘇我特定地区内のハーバーシティ蘇我の一角にクラブ事務所・練習場を集約した。

## アクセス
鉄道
- 東日本旅客鉄道の蘇我駅（外房線・内房線・京葉線）より徒歩約15分。

自動車
- 駐車場は関係者用のみ約80台。
- 見学者は自家用車の乗り入れ不可。